# Verwaltungsgemeinschaft Goldene Aue (Thüringen)

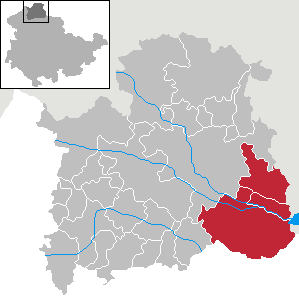
Lage der ehemaligen Verwaltungsgemeinschaft im Landkreis Nordhausen

In der Verwaltungsgemeinschaft Goldene Aue aus dem thüringischen Landkreis Nordhausen waren die Stadt Heringen/Helme und sechs Gemeinden zur Erledigung ihrer Verwaltungsgeschäfte zusammengeschlossen. Sie lag zwischen den Städten Nordhausen und Sangerhausen. Auf einer Fläche von 101,04 km² lebten 7469 Einwohner (Stand: 31. Dezember 2007). Sitz der Verwaltungsgemeinschaft war Heringen/Helme.
Letzter Gemeinschaftsvorsitzender war Bodo Reitzig.

## Die Gemeinden
- Auleben
- Görsbach
- Hamma
- Heringen/Helme, Stadt
- Urbach
- Uthleben
- Windehausen

## Geschichte
Die Verwaltungsgemeinschaft wurde am 18. März 1992 gegründet. Zum 21. Dezember 1995 trat die Gemeinde Urbach der Verwaltungsgemeinschaft bei. Zum 1. Dezember 2010 schlossen sich die Stadt Heringen/Helme und die Gemeinden Auleben, Hamma, Uthleben sowie Windehausen zur neuen Stadt Heringen/Helme zusammen. Heringen wurde gleichzeitig erfüllende Gemeinde für Görsbach und Urbach. Damit wurde die Verwaltungsgemeinschaft aufgelöst.

### Einwohnerentwicklung
Entwicklung der Einwohnerzahl:
| - 1995 – 7902 - 2000 – 7985 - 2005 – 7697 - 2009 – 7305 |

 Datenquelle: ab 1994 Thüringer Landesamt für Statistik – Werte vom 31. Dezember